# Zephronia tumida
Zephronia tumida är en mångfotingart som beskrevs av Butler 1882. Zephronia tumida ingår i släktet Zephronia och familjen Zephroniidae. Inga underarter finns listade i Catalogue of Life.